# Westbourne Green
Westbourne Green é uma área de Westbourne, Londres, o centro do antigo vilarejo de Westbourne, no canto noroeste da cidade de Westminster. Seu nome se deve à sua localização a oeste de um bourne (pequeno riacho).
Tradicionalmente uma área rural, a construção em pequena escala começou no século XVII. No começo do século XIX, houve um progresso muito mais sólido devido à construção do Canal Grand Union e à instalação de ferrovias na região. 

## Educação

### Escola primária
- Ark Atwood Primary Academy
- All Souls CofE Primary School
- Fulham Primary School
- Good Shepherd RC Primary School[2]

### Escolas secundárias
- Paddington Academy
- Westminster Academy
- Ark King Solomon Academy
- All Saints Catholic College[2]

## Transporte
Lugares próximos
- Paddington
- Notting Hill
- Bayswater
- Avenida Warwick

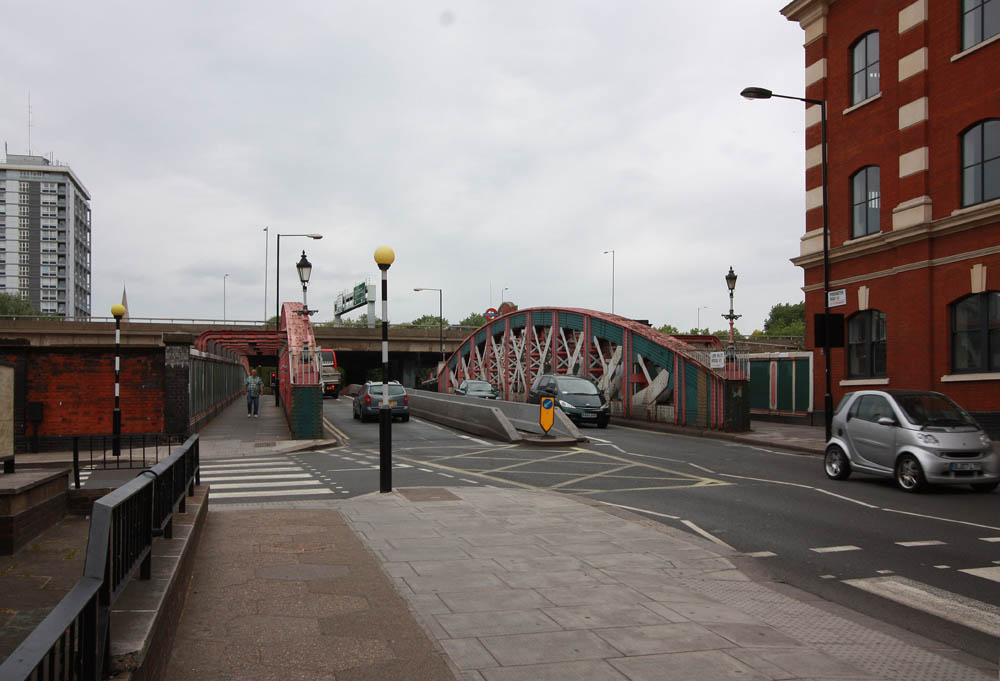
Ponte Lord Hills na Porchester Road, perto da estação de metrô Royal Oak

As estações de metrô de Londres mais próximas são Westbourne Park e Royal Oak na linha Hammersmith & City . Warwick Avenue, na linha Bakerloo, está situada a uma curta distância ao nordeste.